# Universidade Nova de Lisboa
Universidade Nova de Lisboa (NOVA) – portugalski uniwersytet, którego rektorat znajduje się w Campolide, Lizbona. Założona w 1973 roku, jest najmłodszą publiczną uczelnią w stolicy Portugalii, która zyskała miano Uniwersytetu „Nowego” (NOVA) w Lizbonie.
Uczelnia ma ponad 19 000 studentów, 1491 profesorów i 804 pracowników, podzielonych na pięć wydziałów, trzy instytuty i jedną szkołę, oferując różnorodne kursy z różnych dziedzin wiedzy.

## Rankingi
W 2014 roku Ranking światowy uniwersytetów THE-QS ocenił NOVA jako jedną z najlepszych szkół wyższych, która zajmuje 312 miejsce na świecie. NOVA jest jedyną portugalską uczelnią w rankingu QS w Top 50, osiągając tę pozycję trzeci rok z rzędu.
Wyniki osiągnięte w głównych rankingach uniwersytetów w wieku poniżej 50 lat pozwoliły NOVA na włączenie do sieci Yerun (Young European Research Universities Network).
Nova School of Business and Economics, która rozszerzyła i umiędzynarodowiła się jako globalna szkoła biznesu, jest jedyną szkołą biznesu w Portugalii. Została również sklasyfikowana jako #23 w rankingu Financial Times dla najlepszych szkół biznesu w Europie w 2015 roku.
NOVA została również wyróżniona dla 100% profesorów posiadających tytuł doktora i jego płeć oraz międzynarodową różnorodność, z 40% kobiet na wydziale i 29% profesorów obcego obywatelstwa.